# Вона — чоловік
«Вона — чоловік» (англ. She's the Man) — американська романтична комедія про підлітків 2006 року від режисера Енді Фікмана з Амандою Байнс, Ченнінгом Татумом, Лаурою Ремсі, Вінні Джонсом і Девідом Кроссом. У центрі фільму — підліток Віола Гастінгс, яка приходить до нової школи-інтернату «Іллірія Преп», де вчиться її брат, замість нього та прикидається хлопчиком, щоб зіграти у хлопчачій команді з футболу.
Фільм мав помірний комерційний успіх, зібравши 57,2 мільйона доларів при бюджеті 20–25 мільйонів доларів. Фільм отримав змішані відгуки від критиків, але гру Аманди Байнс зрештою було високо оцінено.

## Сюжет
Віола Гастінгс — дівчина-підліток, яка грає за жіночу футбольну команду своєї середньої школи Корнуолл Преп. Її мрія — грати за команду North Carolina Tar Heels . Однак команда скорочується. Віола та її друзі намагаються приєднатися до команди хлопчиків, але тренер відмовляється. Хлопець Віоли, Джастін, підтримує рішення тренерів, засмучуючи Віолу, в результаті чого вони розлучаються. Тим часом її брат-близнюк Себастьян має вступити до Іллірії, елітної школи-інтернату, оскільки його нещодавно вигнали з Корнуолла за пропуски уроків, але замість цього він таємно їде до Лондона зі своїм молодим гуртом. Себастьян також намагається владнати свої стосунки зі своєю безглуздою дівчиною Монік.
Віола погоджується прикрити Себастьяна, сказавши кожному з їхніх розлучених батьків, що він залишиться в будинку іншого. Віола вирішує видати себе за Себастьяна, сподіваючись приєднатися до їх футбольної команди хлопчиків і перемогти Корнуолл, щоб довести, що їхній тренер та її зухвалий колишній хлопець Джастін неправі, пропонуючи розпустити жіночу футбольну команду. За допомогою свого друга-стиліста, Пола, вона перетворюється на «Себастьяна» і відвідує Іллірію замість нього.
Під час переїзду вона зустрічає свого сусіда по кімнаті, Дюка Орсіно, привабливого капітана футбольної команди Іллірії. Під час випробувань Віола не справляє враження на тренера Дінклейджа, тому її призначають на другу ланку, що її засмучує. Товариші по команді, включаючи Дюка, спочатку не люблять «Себастьяна», оскільки він незграбний та дивний. Однак знову, за допомогою Пола, вони починають приймати його у своє коло спілкування.
Тоді «Себастьян» отримує в партнерку по лабораторії популярну та красиву Олівію Леннокс, що засмучує Дюка, оскільки вона йому подобається. «Себастьян» погоджується замовити за нього добре слово, якщо він навчить його стати кращим футболістом. Зрештою тренер Дінклейдж помічає зусилля та покращення «Себастьяна», перевівши його до першої ланки.
На карнавалі Юніорської ліги, куди мати запросила її волонтером, Віола працює зміною в кабінці для поцілунків і цілує Дюка. Дюк каже «Себастьяну», що він міг би піти від Олівії, оскільки зараз йому починає подобатися Віола. Вона в захваті, оскільки таємно відчуває те саме.
Олівія, яка зараз закохана в «Себастьяна», запрошує Дюка на побачення, сподіваючись викликати ревнощі у «Себастьяна». Віола, яка не знає про справжні наміри Олівії, натомість розлючена, бо Дюк покинув свій інтерес до Віоли. Коли вона дізнається правду, вона заохочує Олівію прямо сказати «Себастьяну», що вона відчуває.
Ситуація ускладнюється, коли справжній Себастьян повертається з Лондона на день раніше, не знаючи про Віолу. Як тільки він прибуває в Іллірію, Олівія зізнається у своїх почуттях і цілує його. Дюк, побачивши це, вважає, що його сусід по кімнаті зрадив його. Коли «Себастьян» повертається до їхньої кімнати, вони сваряться, і Дюк виганяє його. Віола пропускає першу половину гри, оскільки проспала, тоді як справжнього Себастьяна приймають за «Себастьяна». Він натомість погано грає у гру своєї сестри. У перерві Віола пояснює йому ситуацію, і вони знову міняються місцями.
Дюк, все ще злий на «Себастьяна», відмовляється співпрацювати з ним на полі. Сповнений рішучості загладити провину, «Себастьян» показує всім, що він насправді Віола. Іллірія виграє гру, коли Віола забиває гол, остаточно принизивши Джастіна та решту хлопців із Корнуолла.
Усі в Іллірії святкують перемогу над Корнуоллом, крім Дюка, який ображений обманом Віоли. Віола офіційно знайомить Себастьяна й Олівію, і вони починають зустрічатися. З розлученими батьками Себастьяна вони також помирилися, обмінявшись контактами, щоб стати кращими батьками для дітей. Віола запрошує Дюка на свій дебютний бал через запрошення, надіслане Себастьяном, тепер фактичним сусідом Дюка по кімнаті. Все ще скривджений, Дюк не відповідає на запрошення, засмучуючи її.
На балу Віола боїться, що Дюк не з'явиться; вона відволікається, допомагаючи Олівії, яку Себастьян проводжає на бал, і зворушена тим, що Пол запрошує її на побачення. Мати з'являється в сукні, яка відповідає політиці Віоли «без рюшів», але Віола вирішує замість цього піти на прогулянку.
Віола знаходить Дюка надворі, який зізнається, що відчуває до неї почуття, але наполягає на тому, щоб більше не обманювати. На балу Монік супроводжує Джастіна, Олівію — Себастьян, а Віола та Дюк виходять на сцену пізно, але разом. Віола та Дюк цілуються перед тим, як приєднатися до натовпу. Наприкінці фільму показано, як Віола та Дюк весело грають разом у футбольній команді Іллірії.

## Акторський склад
- Аманда Байнс у ролі Віоли Гастінгс, талановитої футболістки, яку недооцінюють через те, що вона дівчина, яка одягається своїм братом-близнюком Себастьяном, щоб грати у футбол на «Іллірії».
- Ченнінг Татум у ролі Дюка Орсіно, капітана футбольної команди, який закоханий в Олівію, а згодом у Віолу
- Лаура Ремсі — Олівія Леннокс, розумна дівчина, яка закохується в Себастьяна (Віола)
- Джеймс Снайдер — Малкольм Фестес, шкільний ботанік і суперник Себастьяна (Віоли)
- Емілі Перкінс у ролі Юніс Бейтс, ботанки та ексцентричної однокласниці з дивними сексуальними фантазіями
- Алекс Брекенрідж у ролі Монік Валентайн, поверхневої дівчини Себастьяна
- Джеймс Кірк у ролі Себастьяна Гастінгса, брата-близнюка Віоли, який перебуває в Європі зі своїм гуртом.
- Роберт Гоффман у ролі Джастіна Дрейтона, колишнього хлопця Віоли та суперника Дюка
- Вінні Джонс у ролі тренера Дінклейджа
- Девід Кросс — директор Гораціо Голд
- Джулі Гаґерті — Дафна Гастінгс, мати Віоли та Себастьяна
- Джон Пайпер-Фергюсон — Роджер Гастінгс, батько Віоли та Себастьяна
- Брендон Джей Макларен у ролі Тобі, одного з найкращих друзів Дюка, якого приваблює Юніс
- Кліфтон Мюррей у ролі Ендрю, одного з найкращих друзів Дюка
- Джонатан Садовскі — Пол Антоніо, найкращий друг і перукар Віоли
- Аманда Крю — Кіа, одна з подруг Віоли
- Джессіка Лукас — Івонн, одна з подруг Віоли
- Лінда Бойд у ролі Шеріл, господині балу-дебютантки
- Кеті Стюарт — Марія, подруга Олівії
- Роберт Торті — тренер Пістонек
- Марк Ачесон у ролі наглядача

## Виробництво

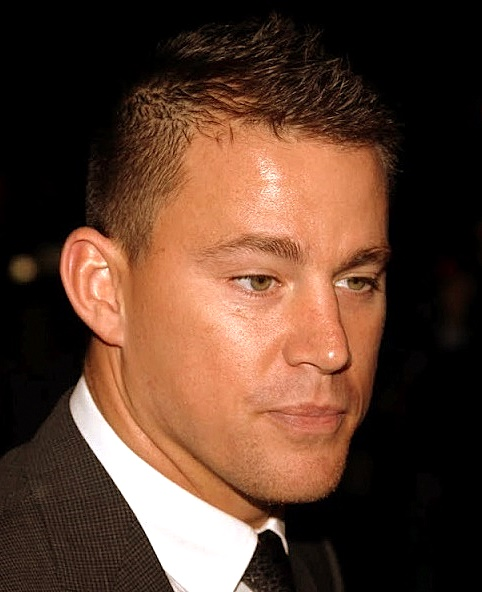
Ченнінг Татум був обраний у фільмі за наполяганням Байнс, яка вважала, що він ідеально підійде на цю роль.

Екранізація «Дванадцятої ночі» Вільяма Шекспіра була знята режисером Енді Фікманом, продюсерами Лорен Шулер Доннер, Томом Розенбергом і Гарі Луккезі, сценаристом Карен МакКалла Лутц і Кірстен Сміт .
Аманда Байнс і Ченнінг Татум були обрані відповідно на головні ролі Віоли Гастінгс і Дюка Орсіно; Татум був обраний за наполяганням Байнс, оскільки вона вважала, що його добре сприймуть глядачі. Вона сказала у 2018 році: «я боролася за те, щоб Ченнінг [потрапив] у цей фільм, тому що він ще не був відомим». "Він щойно зняв рекламу Mountain Dew, і я подумала: «Цей хлопець зірка — кожна дівчина його полюбить!» Але [продюсери] сказали: «Він набагато старший за всіх вас!» А я сказала: «Це не має значення! Довіртесь мені!».
Щоб підготуватися до ролі, оскільки вона вперше грала роль протилежної статі, Байнс і Фікман спостерігали за чоловіками в торговому центрі. В інтерв'ю MSN у 2006 році вона сказала, що роль їй було важко зіграти, заявивши, що почувалася «незручно» в цій ролі; пізніше вона позитивно відгукувалася про цей досвід, кажучи, що «це було важко, але я це зробила, і я зробила те, що мені було нелегко, тож це був катарсичний досвід, і я почувалася справді добре, витягнувши це з себе». Однак у 2018 році в інтерв'ю Paper Байнс зізналася, що її роль у фільмі зрештою негативно вплинула на її психічне здоров'я. «Коли фільм вийшов і я його побачила, я впала у глибоку депресію на чотири-шість місяців, тому що мені не подобалося, як я виглядала, коли була хлопчиком», — сказав Байнс. Побачити себе на екрані з коротким волоссям, густими бровами та бакенбардами було «дивно та не тілесно».
Ні Байнс, ні Татум не володіли навичками гри у футбол до зйомок, тому щодня годинами займалися цим видом спорту, щоб підготуватися до ролі. У сцені у ванній кімнаті, де відбувається бійка між героями Байнс та актрисами Лаурою Ремсі та Олександрою Брекенрідж, деякі з виконаних трюків були виконані самими акторами. Фікман заявив у закадровому сюжеті, що «хоч би там були три чудові каскадерські актриси, коли ви бачите фрагмент фільму, ви бачите, як багато наших дівчат стукають одна одну».

## Випуск
Фільм дебютував на DVD 18 липня 2006 року як у широкоекранному, так і в повноекранному варіантах. До 15-річчя фільму Paramount вперше випустив фільм на Blu-ray 2 березня 2021 року.

## Касовий збір

### Каса
У прокаті Північної Америки фільм піднявся на четверту позицію, заробивши 10,7 мільйона доларів США за перші вихідні. Його бюджет становив приблизно 20–25 мільйонів доларів США, а в національному прокаті фільм зібрав 33 687 630 мільйонів доларів із загальними зборами 57,2 мільйона доларів у всьому світі.

### Критика

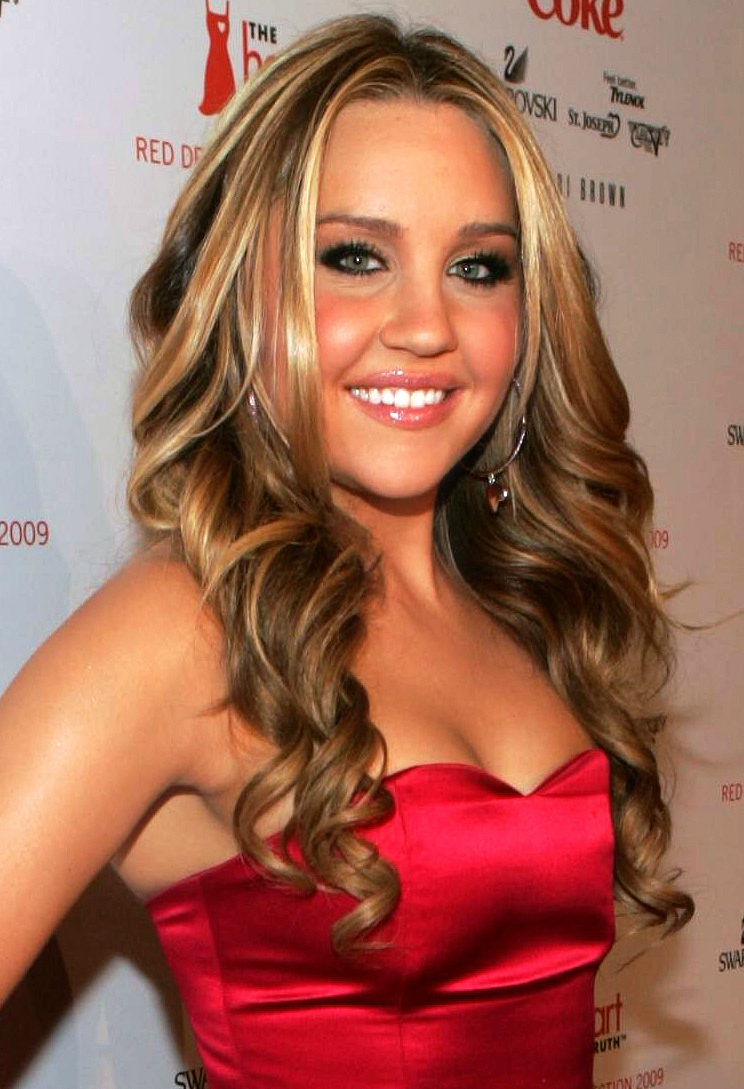
Гра Байнс була схвалена критиками, вигравши нагороду Nickelodeon Kids' Choice Award ; це часто вважалося її головною роллю у фільмі.

Веб-сайт зібрання відгуків Rotten Tomatoes дав рейтинг «Вона — чоловік» 43 % на основі 113 відгуків із середнім рейтингом 5,10/10. Консенсус критиків говорить: «Дотепність Шекспіра втрачається в перекладі з широким фарсом „Вона — чоловік“, передбачуваними жартами та непереконливим сюжетом». Metacritic дав фільму середню оцінку 45 зі 100 на основі рецензій 28 критиків, що вказує на «змішані або середні відгуки». Глядачі, опитані CinemaScore, поставили фільму оцінку «B+» за шкалою від A до F.
Роджер Еберт з Chicago Sun-Times написав «…Аманда Байнс дозволила нам сказати, що вона сонячна та відважна і якимось чином знаходить спосіб зіграти неможливу роль, не відкашлявшись більше шести чи восьми разів. Що важливіше, вона нам подобається». Пишучи для San Francisco Chronicle, критик Рут Стайн написала: "Байнс демонструє хист до комедії, особливо коли Віола вивчає хлопців, які йдуть вулицею, і імітує їхню ходу та манери. Байнс використовує своє пружне обличчя, щоб показати кожну думку Віоли, яка здійснює перехід і робить усе можливе, щоб його втілити… Вона не отримає Оскара за роль хлопчика, як це зробила Гіларі Суонк у Хлопці не плачуть; але Байнс робить набагато переконливішу, ніж Барбра Стрейзанд у «Йентлі».
Refinery29 у рецензії, вихваляючи Байнс як Віолу, так і Себастьяна, написавши: «Як Віола, Байнс впевнена в собі та чарівна, така крута дівчина, як у Дженніфер Лоуренс, яка з радістю простягне вам тампон у ванній, якщо вона вже використовує його для зупинки носової кровотечі. Як Себастьян, вона випромінює незрозумілу форму незграбної харизми, викидаючи ідеальну репліку за ідеальною реплікою, а її вирази обличчя працюють наднормово, щоб викликати сміх. Це залишається одним із її найкращих, найскладніших виступів».
Кастинг Татума розкритикували. Роджер Еберт написав: «Татумові 26, він трохи старий, щоб грати старшокласника…». Ніл Сміт для BBC заявив, що «Байнс із задоволенням береться за свою роль, тоді як Татум применшує свою до вражаючого ефекту».

### Відзнаки
| Дата            | Нагорода                     | Категорія                                      | Одержувачі                   | Результат | Прим.  |
| --------------- | ---------------------------- | ---------------------------------------------- | ---------------------------- | --------- | ------ |
| 20 серпня 2006  | Teen Choice Awards           | Вибір фільму: комедія                          | Вона — чоловік               | Перемога  | [ 21 ] |
| 20 серпня 2006  | Teen Choice Awards           | Найкращий актор фільму: Прорив                 | Ченнінг Татум                | Перемога  | [ 21 ] |
| 20 серпня 2006  | Teen Choice Awards           | Найкращий фільм: Лілок                         | Ченнінг Татум і Аманда Байнс | Номінація | [ 21 ] |
| 2007            | Премія Stinkers Bad Movie    | Найгірша актриса                               | Аманда Байнс                 | Номінація | [ 22 ] |
| 2007            | Премія Stinkers Bad Movie    | Найбільш неприємний фальшивий акцент (жіночий) | Аманда Байнс                 | Номінація | [ 22 ] |
| 2007            | Премія Stinkers Bad Movie    | Найгірша зачіска на екрані                     | Аманда Байнс                 | Номінація | [ 22 ] |
| 31 березня 2007 | Нагороди Kids' Choice Awards | Улюблена жіноча кінозірка                      | Аманда Байнс                 | Перемога  |        |